# Нова гліптотека Карлсберга
Ny Carlsberg Glyptotek («ny» означає «новий» данською; «Glyptotek» походить від грецького кореня glyphein, вирізати, і theke, місце зберігання), широко відомий просто як Glyptoteket, є художнім музеєм у Копенгагені, Данії. Колекція представляє приватну колекцію мистецтва Карла Якобсена (1842—1914), сина засновника пивоварні Carlsberg Breweries.
В першу чергу це музей скульптури, як вказано з назви, центром якого є античні скульптури стародавніх культур Середземномор’я, включаючи Єгипет, Рим і Грецію, а також більш сучасні скульптури, такі як колекція Огюста Родена. Проте музей однаково відомий своєю колекцією картин, яка включає велику колекцію французьких імпресіоністів та постімпресіоністів, а також данські картини Золотої доби.
Французька колекція включає роботи таких художників, як Жак-Луї Давід, Моне, Піссарро, Ренуар, Дега та Сезанн, а також постімпресіоністів, таких як Ван Гог, Тулуз-Лотрек і Боннар. Колекція музею включає всі бронзові скульптури Дега, включаючи серію танцівниць. Численні роботи норвезько-данського скульптора Стефана Сіндінга представлені в різних розділах музею.

## Історія

### Перша гліптотека
Карл Якобсен був відданим колекціонером мистецтва. Його особливо цікавило античне мистецтво, проте з роками він також придбав значну колекцію французьких і данських скульптур. Коли його приватну віллу в 1882 році розширили зимовим садом, скульптур незабаром стало більше, ніж рослин у ньому. Того ж року колекція була відкрита для відвідування. У наступні роки музей неодноразово розширювався, щоб задовольнити потребу в більшій площі для його колекцій, що постійно зростали. У 1885 році його «дом-музей» зріс до 19 галерей, перші 14 з яких були спроектовані Вільгельмом Далерупом, а Хак Кампман побудував останні чотири, і також провів редизайн зимового саду.

### Новий музей

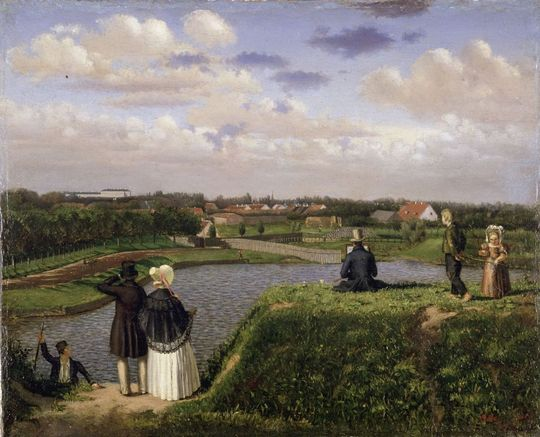
Вид з бастіону Холка на місце, яке було обрано для нової Гліптотеки, картина 1839 року Саллі Енрікес

Незважаючи на численні розширення, нарешті стало зрозуміло, що існуючі приміщення не відповідають вимогам і що необхідна нова будівля. 8 березня 1888 року Карл Якобсен пожертвував свою колекцію державі Данії та місту Копенгагену за умови, що вони нададуть відповідну будівлю для її виставки. Старі фортифікаційні споруди Копенгагена нещодавно були покинуті, і було обрано місце на равеліні за межами бастіону Холкс на Західному валу міста, на південь від садів Тіволі, які були засновані в 1843 році. Якобсен був незадоволений розташуванням, яке, на його думку, було занадто далеко від центру міста, і він також мав застереження щодо близькості Тіволі, яку він вважав загальною. Натомість він хотів побудувати будівлю на новому майдані, але врешті погодився.
Саме Карл Якобсен вибрав назву для музею, надихнувшись Гліптотекою Людвіга I у Мюнхені, а Вільгельм Далеруп виступив архітектором проекту. Рів навколо ратуші було засипано, і новий музей відкрився 1 травня 1897 року. Спочатку він включав лише сучасну колекцію Якобсена з французькими та данськими роботами XVIII століття.
У січні 1899 року Карл Якобсен пожертвував свою колекцію античного мистецтва музею, що зробило необхідним розширення. Його спроектував Хак Кампманн, а Далеруп спроектував зимовий сад, який з’єднував нове крило зі старою будівлею. Він був урочисто відкритий в 1906 році.
У 1996 році музей був знову розширений, цього разу з заповненням, побудованим в одному з його внутрішніх двориків за проектом Геннінга Ларсена. У 2006 році будівля пройшла масштабну програму реконструкції під керівництвом данських архітекторів Dissing + Weitling і Bonde Ljungar Arkitekter MAA.

## Архітектура
Будівлю часто відзначають своєю власною елегантністю та синтезом, який вона створює з творами мистецтва.
Крило Далерупа, найстаріша частина музею, є розкішною історичною будівлею. Фасад із червоної цегли з полірованими гранітними колонами у стилі венеціанського ренесансу. Тут зберігаються французька та данська колекції.
Крило Кампмана — це більш проста, неокласична будівля, побудована як серія галерей навколо центральної аудиторії, яка використовується для лекцій, невеликих концертів, симпозіумів і поетичних читань.
Два крила з’єднані Зимовим садом із мозаїчною підлогою, високими пальмами, фонтаном і увінчаний куполом з міді та кованого заліза.
Крило Хеннінга Ларсена — це мінімалістична прибудова, збудована у колишньому внутрішньому дворику, з якої можна вийти на дах. У Гліптотеці іноді проводяться офіційні зустрічі та бенкети, як, наприклад, церемонія сертифікації Європи, вільної від поліомієліту, 21 червня 2002 року.

## Колекції
Колекції Ny Carlsberg Glyptotek налічують понад 10 000 творів мистецтва.

### Антикварна колекція
Антична колекція демонструє скульптури та інші предмети старовини стародавніх культур Середземномор'я.
Велика грецька, римська та етруська колекція включає мармурові статуї, невеликі теракотові статуетки, рельєфи, глиняний посуд та інші артефакти. Етруська колекція є найбільшою за межами Італії. Брокер Теідойта Якобсена в Римі протягом 25 років придбав понад 950 скульптур та етруських старожитностей для музею .
Єгипетська колекція складається з понад 1900 експонатів, датованих 3000 роком до н. е. до 1 століття н. е., які представляють Стародавній Єгипет, Середнє царство та римський період. Він був заснований у 1882 році, коли Карл Якобсен зробив своє перше єгипетське придбання, саркофаг, придбаний у Єгипетському музеї в Каїрі. Багато об'єктів у колекції були розширені, коли Ny Carlsberg Foundation спонсорував розкопки в Єгипті на початку 20 століття під керівництвом англійського єгиптолога Фліндерса Петрі. Серед експонатів — кілька мумій, виставлених у схожій на крипту галереї, розташованій під звичайними галереями.
Колекція Близького Сходу охоплює період у 7150 років, найстаріший артефакт датується 6500 роком до нашої ери, а наймолодший — 650 роком до нашої ери, і включає такі культури, як Левант, Месопотамія, Анатолія та Персія.

### Французька колекція

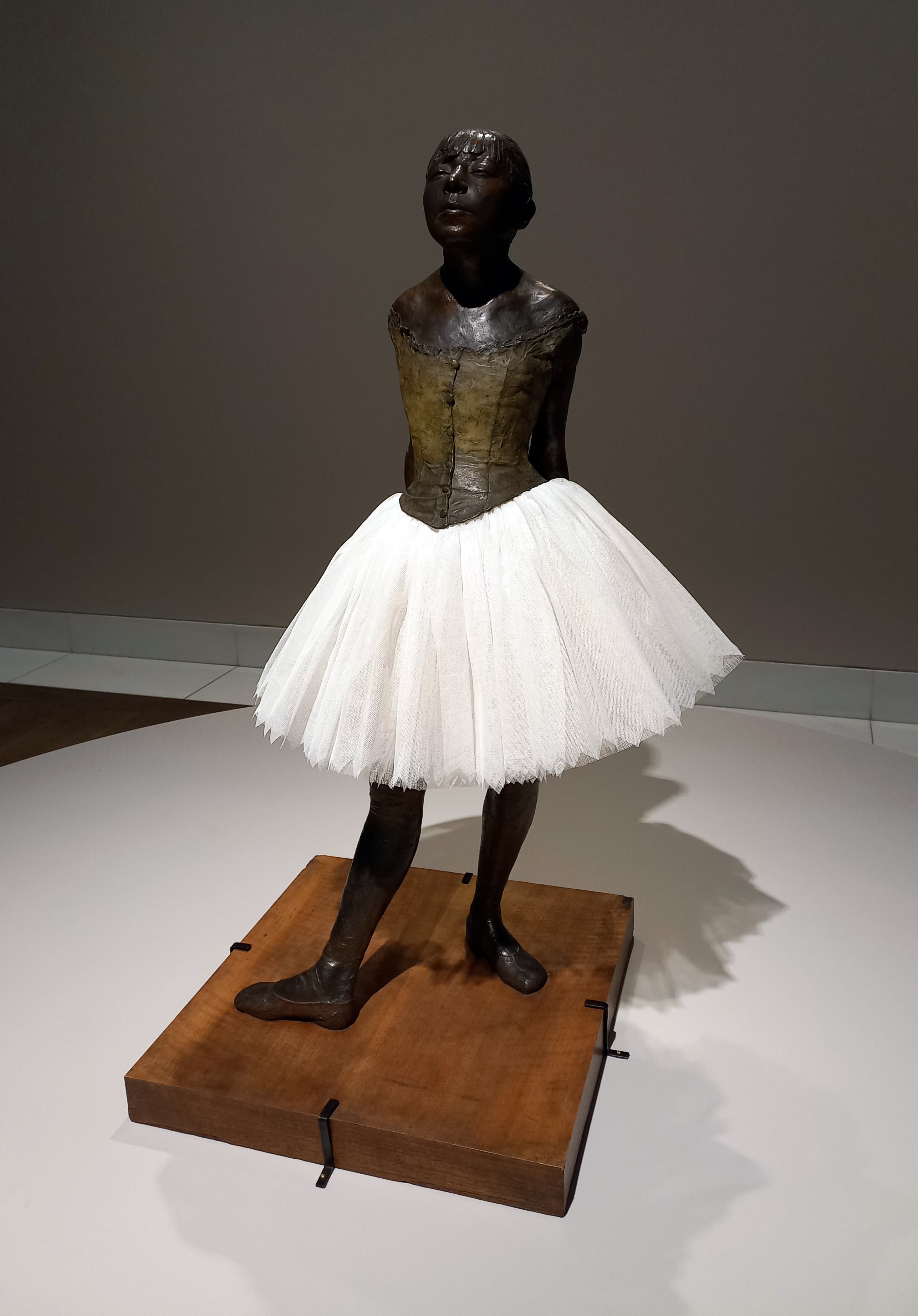
Едгар Дега: маленька танцівниця чотирнадцяти років

Основна увага у французькій колекції приділяється французькому живопису та скульптурі 19-го століття. Колекція живопису містить роботи таких художників, як Давід і Мане, а також велику колекцію художників-імпресіоністів, таких як Моне, Сезанн і Боннар. Єдиним художником, представленим найбільшою кількістю картин, є Поль Гоген з більш ніж 40 роботами. У музеї також зберігається велика колекція французької скульптури 19-го століття таких художників, як Карпо і Роден, причому колекція Родена є однією з найбільших у світі, а також повна колекція бронзових скульптур Дега.

### Данська колекція
Данська колекція містить велику колекцію данських картин золотої доби таких художників, як Екерсберг, Кьобке та Лундбай. Він також містить найбільшу репрезентацію данської скульптури Золотої доби в країні.

### Європейська колекція
Європейська колекція складається з творів 18—20 століття. Серед представлених скульпторів — неокласики, такі як Канова, Сергель, Карстенс, Флаксман, Раух і Бейлі, а також модерністи, такі як Меньє, Клінгер, Пікассо і Джакометті.
Колекція також містить невелику колекцію сучасного живопису таких художників, як Арп, Ернст, Міро, Поляков і Гіліолі.

## Аудиторія

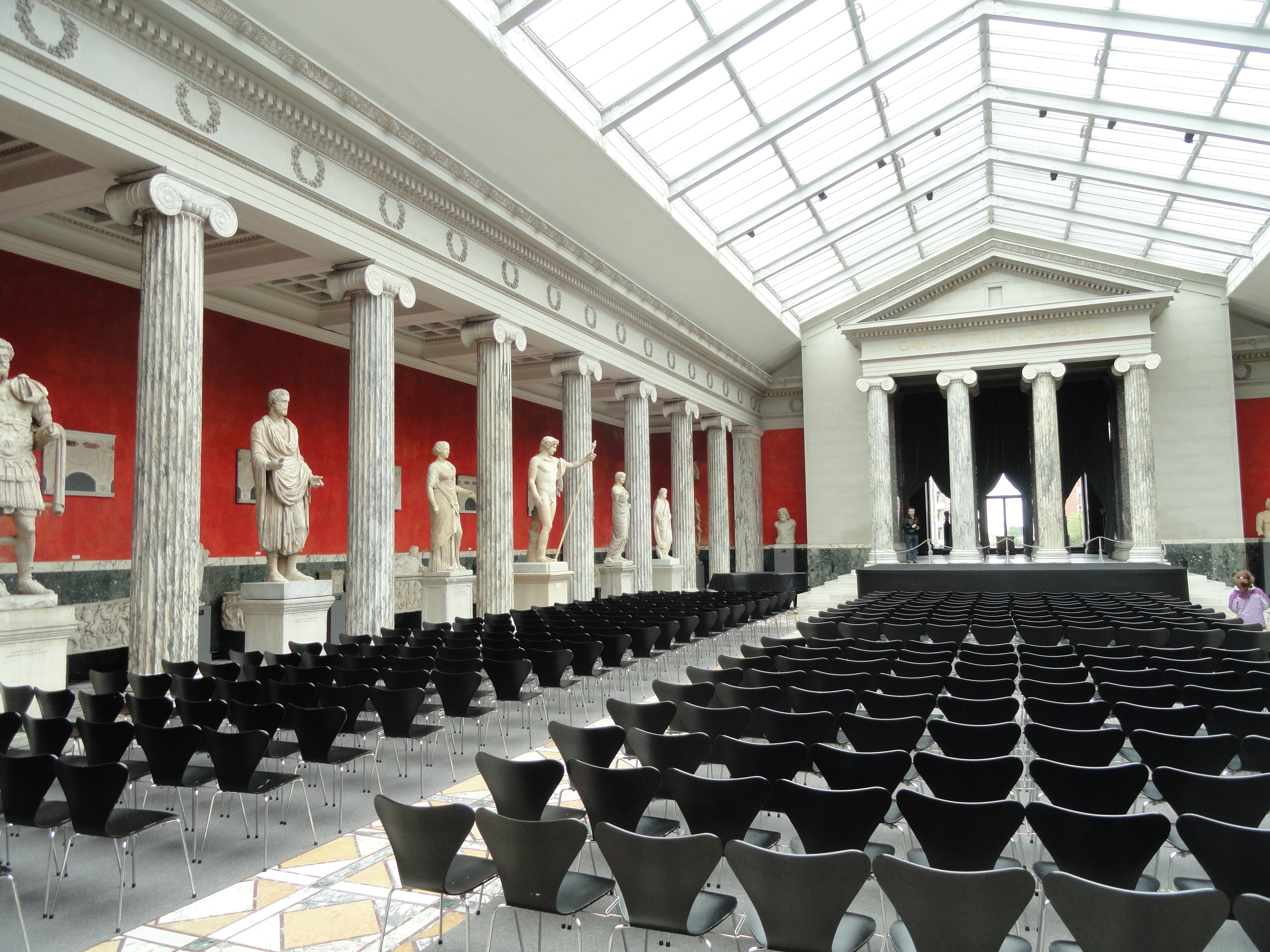
Аудиторія музею.

### Концерти
Аудиторія в основному використовується для класичних концертів, включаючи серію концертів Хельге Якобсена. Серед концертів Хельге Якобсена брали участь австрійський квартет Гагена, російська скрипалька Аліна Ібрагімова, французький піаніст Седрік Тіберг’єн, російський баритон Сергій Лейферкус, французький квартет Ізае та німецький тенор Йонас Кауфманн інші.
Ny Carlsberg Glyptotek загалом відома своєю хорошою акустикою, як у залі для глядачів, так і в навколишніх довгих залах. Аудиторія використовувалася як репетиційна кімната вокальним ансамблем старовинної музики Musica Ficta, часто в години роботи музею, час від часу додаючи музику до музейних вражень, а також регулярно виступала з концертами як в аудиторії, так і в прилеглих залах Піонер обертон-співак  Девід Гайкс у Ny Carlsberg Glyptotek у 1997 році.
Іноді Аудиторія також використовується для виступів інших музичних жанрів, наприклад, данського клезмерського гурту Mames Babegenush.

### Інші культурні заходи
Аудиторія також використовується для інших культурних заходів, таких як поетичні читання, лекції та дебати.

## У масовій культурі
Музей використовується як локація у фільмах Stjerneskud (1947), Fodboldpræsten (1951), Dorte (1951), Mød mig på Cassiopeia (1951), Bruden fra Dragstrup (1955) і Den kære familie (1962).
Ця будівля стала джерелом натхнення для сценографії «Скелі Валькірій» у постановці Каспера Холтена «Кільце Нібелунга» Вагнера в Копенгагенській опері в 2006 році.

## Галерея

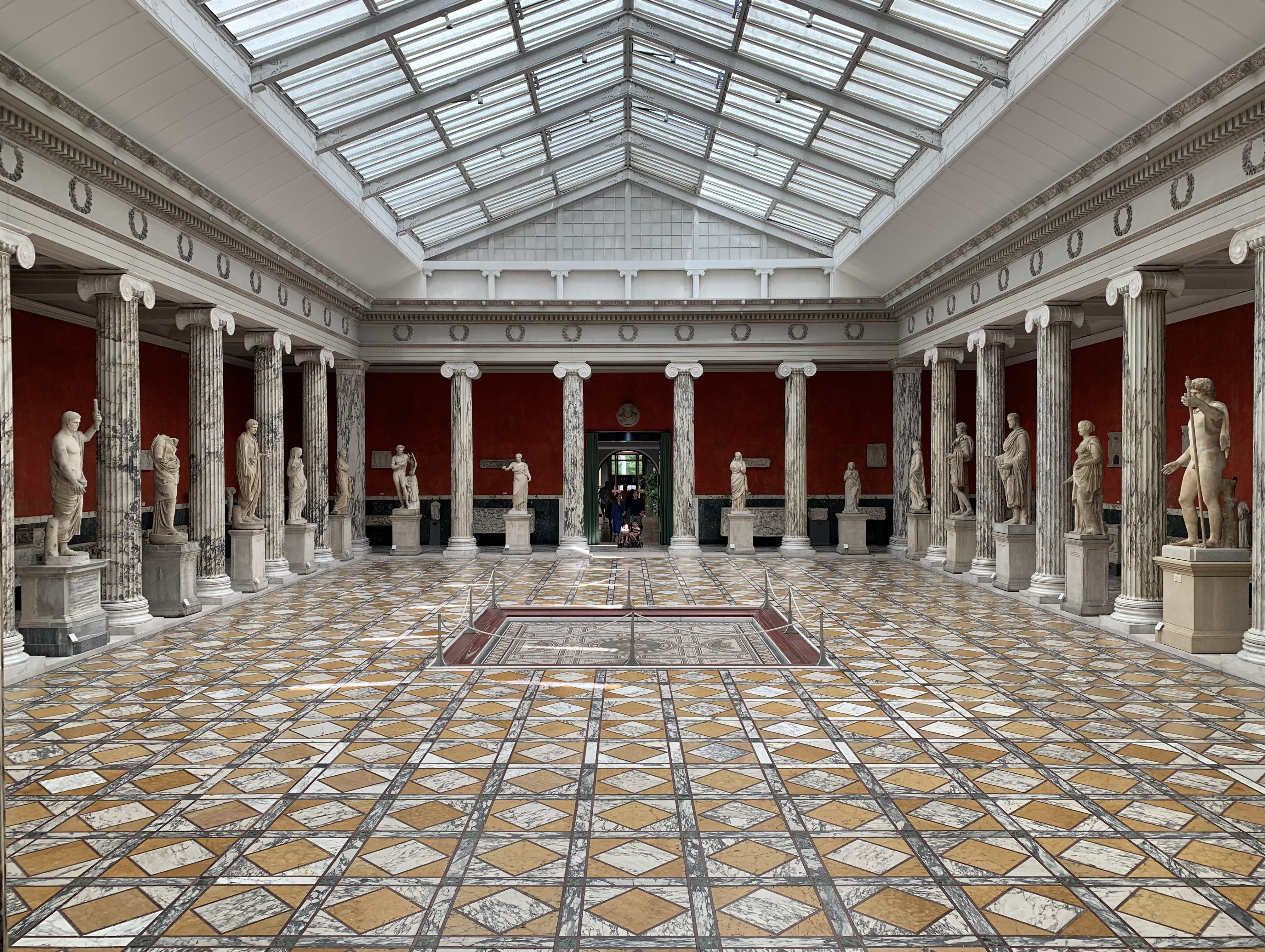
Інтер'єр з іонічними колонами Ny Carlsberg Glyptotek в Копенгагені
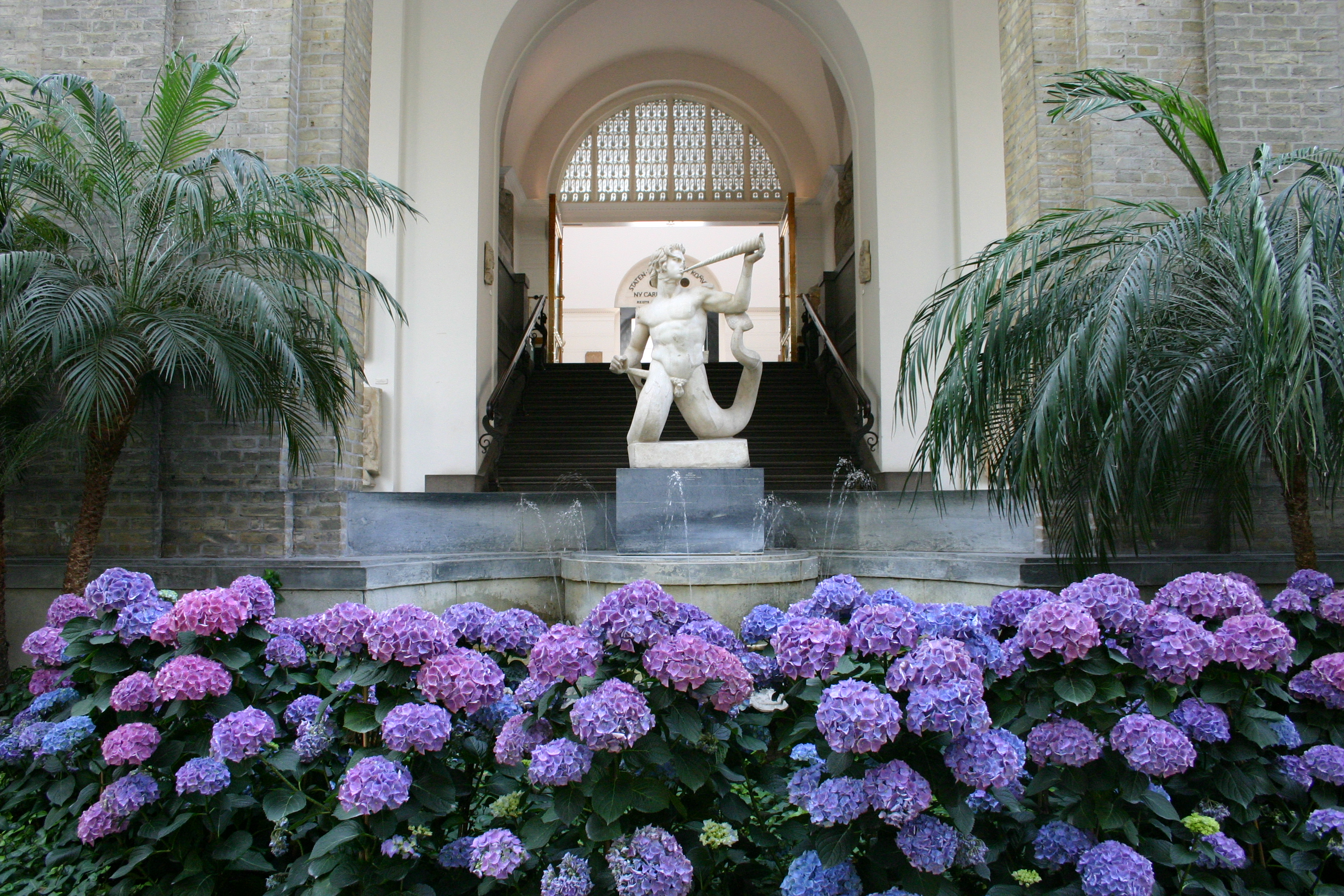
Зимовий сад, Ny Carlsberg Glyptotek
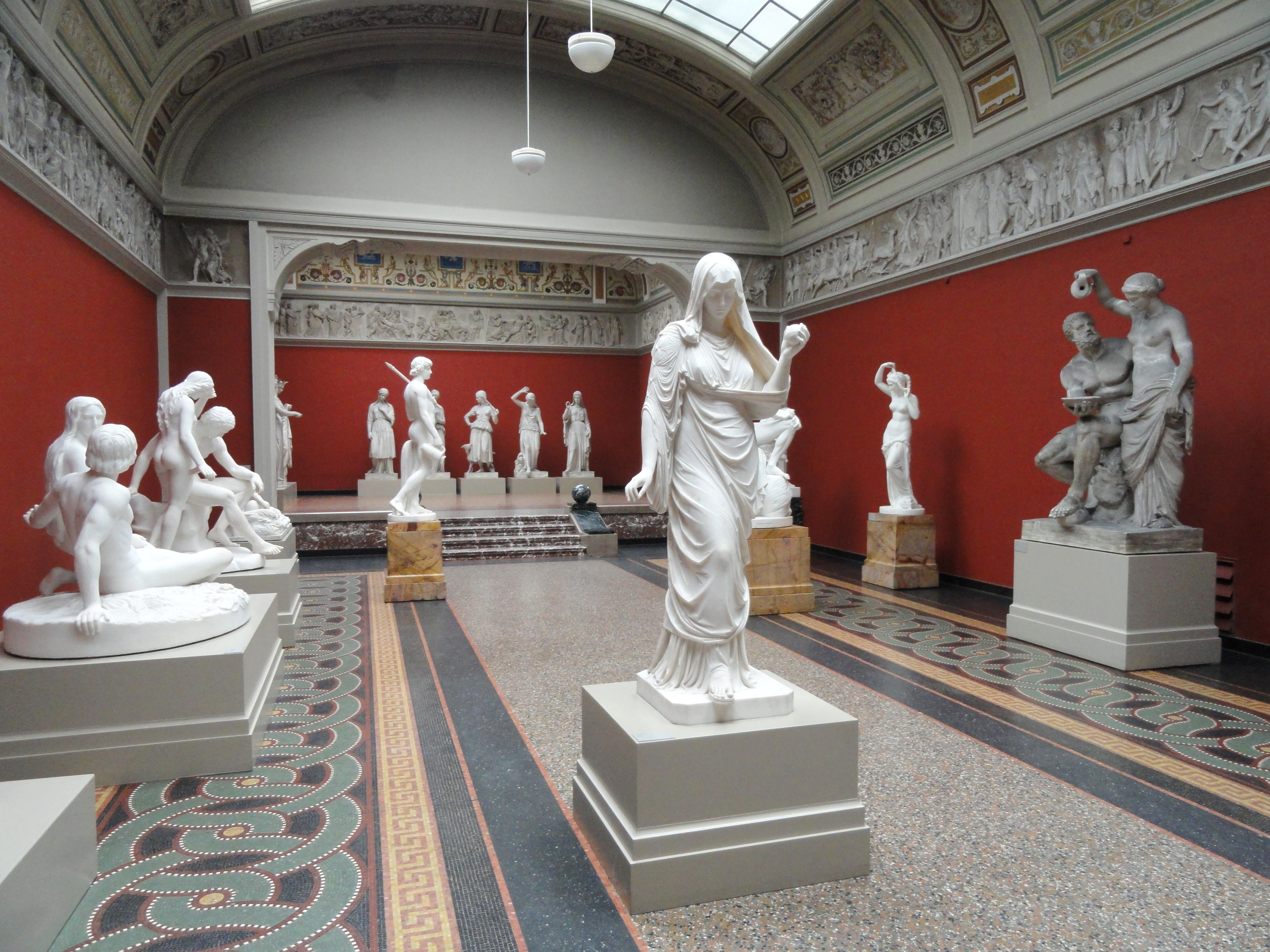
Скульптурна галерея
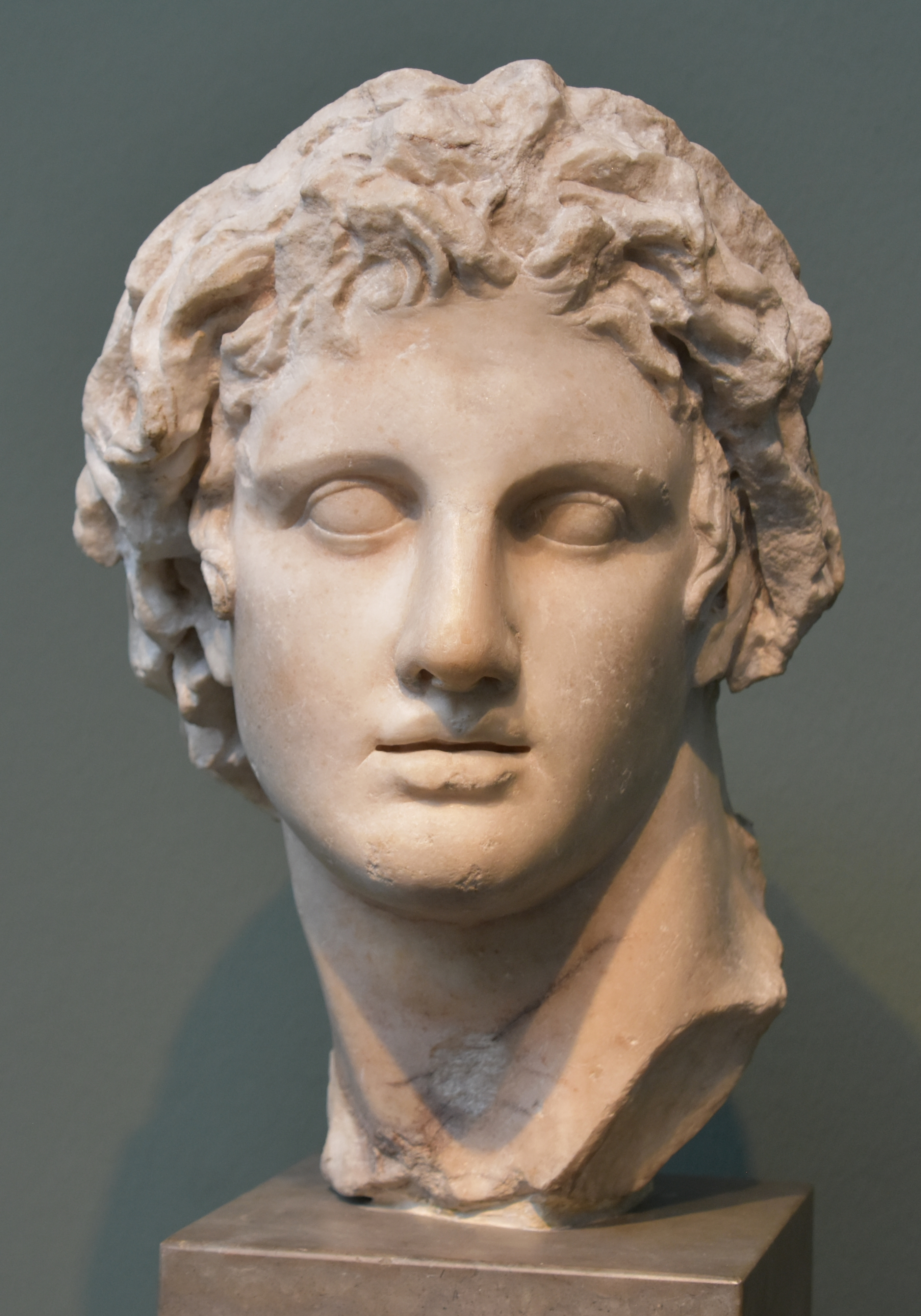
Александр Македонський, з Александрії, 3 ст. до н. е.
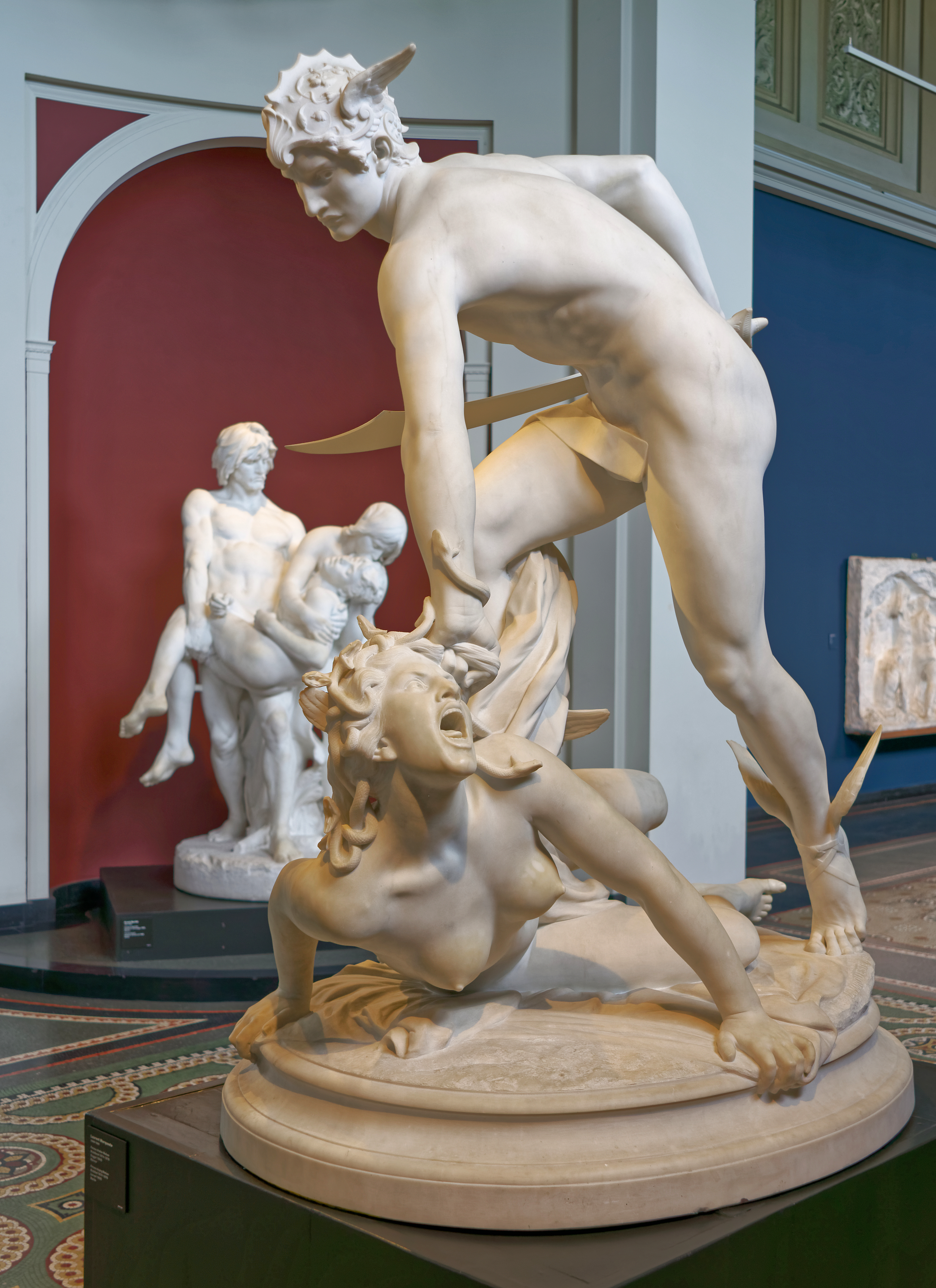
Персей вбиває Медузу Горгону, Ny Carlsberg Glyptotek, Копенгаген
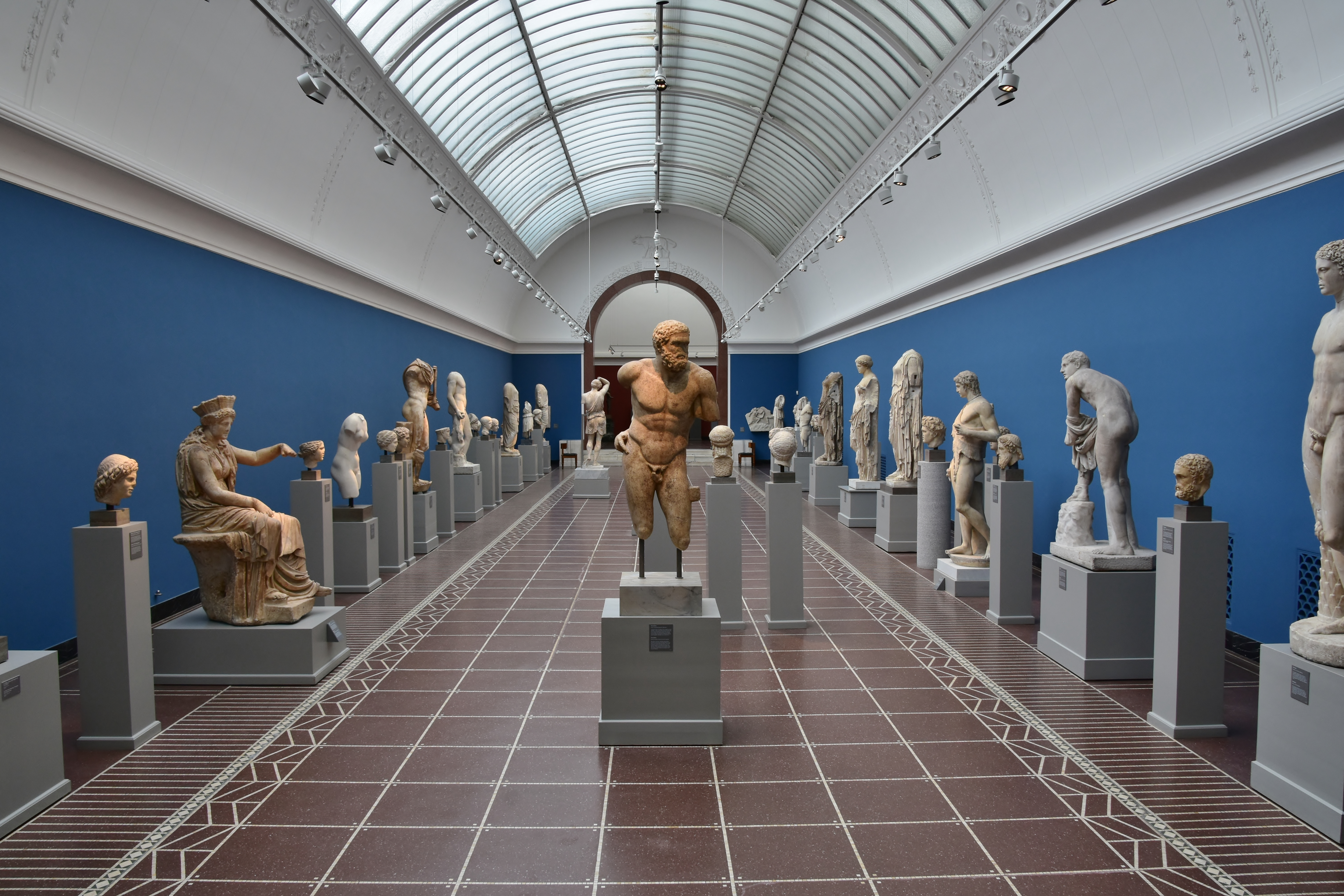
Грецькі скульптури
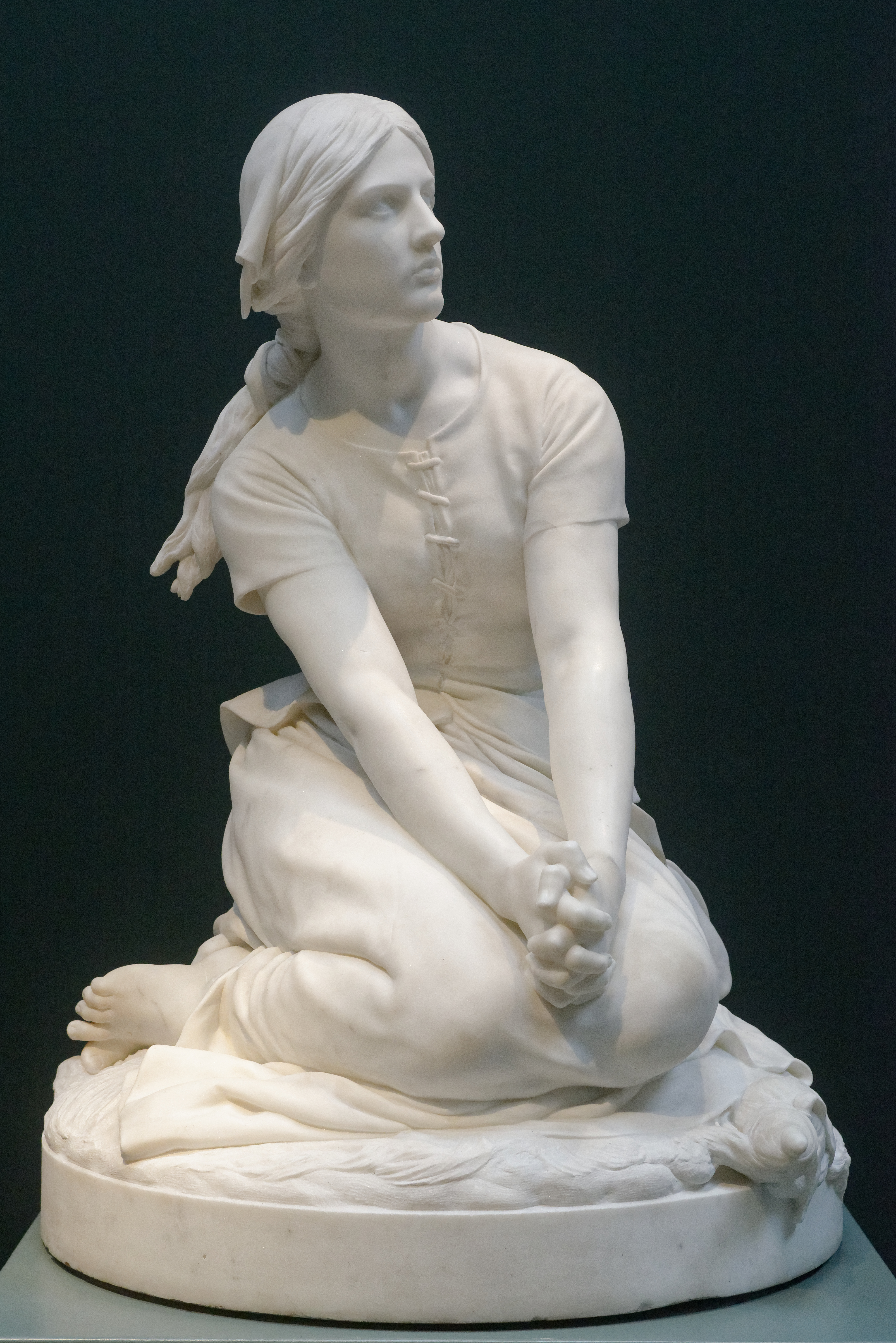
Жанна д'Арк слухає свої голоси Ny Carlsberg Glyptotek

## Зовнішні посилання
- Сайт музею
- Візуалізації в Данській національній художній бібліотеці
- Віртуальний тур гліптотекою Нового Карлсберга, наданий Google Arts & Culture
- Вікісховище має мультимедійні дані за темою: Нова гліптотека Карлсберга</img>